# Celoafrická konference církví
Celoafrická konference církví (anglicky All Africa Conference of Churches, francouzsky Conférence des Églises de toute l’Afrique), zkratkou AACC – CETA, je ekumenické společenství zastupující africké křesťany z více než dvou set národních církví a regionálních křesťanských rad ve čtyřiceti třech afrických zemích. Je členem Světové rady církví.

## Organizace
Ústředí AACC – CETA je v Nairobi, regionální kanceláře jsou v Lomé a Addis Abebě. Generálním sekretářem je Rev. Dr. Fidon Mwombeki, duchovní luteránské církve v Tanzanii. K roku 2024 má 210 členů.

## Historie
V roce 1958 presbyterián Akanu Ibiam inicioval konferenci křesťanských organizací a církví v Africe, která vedla k založení organizace na jejím prvním shromáždění 20. dubna 1963 v Kampale. Při založení bylo přítomno 25 národních církví. Tématem prvního sjezdu byla „Svoboda a jednota v Kristu“. Delegáti se zabývali koloniální situací v duchu nacionalismu, který v té době prostupoval politickou scénou kontinentu. Klíčovým tématem AACC je mezikonfesní dialog křesťanských církví, ale rovněž mezináboženský dialog s tradičními africkými náboženstvími a africkým islámem.